# Чидл, Дон
До́нальд Фрэнк Чидл-младший (англ. Donald Frank Cheadle, Jr.; род. 29 ноября 1964, Канзас-Сити, Миссури, США) — американский актёр, кинопродюсер и режиссёр, дважды лауреат премии «Золотой глобус» (1999, 2013), номинант на премии «Оскар» (2005), BAFTA (2006 — дважды) и «Эмми» (1999 — дважды, 2002, 2003, 2012).
Наибольшую популярность получил благодаря ролям в фильмах «Крысиная стая» (1998), «Траффик» (2000), «Пароль „Рыба-меч“» (2001), «Одиннадцать друзей Оушена» (2001), «Столкновение» (2004), «Отель „Руанда“» (2004), «Предатель» (2008), а также ролью персонажа комиксов Джеймса Роудса в 6 фильмах: «Железный человек 2» (2010), «Железный человек 3» (2013), «Мстители: Эра Альтрона» (2015), «Первый мститель: Противостояние» (2016), «Мстители: Война бесконечности» (2018) и «Мстители: Финал» (2019).

## Биография
Родился 29 ноября 1964 года в Канзас-Сити, штат Миссури, США. Его мать — Бетти — менеджер в банке и психолог, отец — Дональд Фрэнк Чидл-старший — клинический психолог. У него есть сестра Доун и брат Колин. Дон окончил среднюю школу в Денвере, штат Колорадо и позже поступил в Калифорнийский институт искусств.
Профессионально играет в покер.
Одной из первых ролей стала роль в фильме 1987 года «Высота „Гамбургер“», где он сыграл Джонни Вошбёрна. Потом последовала его роль Рокета в фильме «Цвета», а после ещё один известный фильм «Дьявол в голубом платье». Среди остальных его ролей в кино, самые известные: «Крысиная стая», «Траффик», «Отель для собак», «Железный человек 2», «Железный человек 3», «Чем заняться мертвецу в Денвере», «Столкновение», «Предатель», «Соединённые штаты Лиланда», «По ту сторону солнца», «Семьянин». Дон также известен по роли Бэшера Тарра в фильмах «Одиннадцать друзей Оушена», «Двенадцать друзей Оушена» и «Тринадцать друзей Оушена».
У Чидла и его подруги Бриджид Култер две дочери: Аяна Тай (род. 1995) и Имани (род. 1997), в настоящее время они проживают в Санта-Монике, штат Калифорния.

## Фильмография
| Год       |    | Русское название                               | Оригинальное название                   | Роль                            |
| --------- | -- | ---------------------------------------------- | --------------------------------------- | ------------------------------- |
| 1986      | с  | Закон Лос-Анджелеса                            | L.A. Law                                | Джулиан Татун                   |
| 1987      | ф  | Высота «Гамбургер»                             | Hamburger Hill                          | Джонни Вошбёрн                  |
| 1988      | ф  | Цвета                                          | Colors                                  | Рокет                           |
| 1992      | ф  | Дорожные небылицы                              | Roadside Prophets                       | менеджер                        |
| 1993      | ф  | Человек-метеор                                 | The Meteor Man                          | Голдилокс                       |
| 1993      | ф  | Шикарная жизнь                                 | Lush Life                               | Джек                            |
| 1995      | ф  | Чем заняться мертвецу в Денвере                | Things to Do in Denver When You`re Dead | Рустер                          |
| 1995      | ф  | Дьявол в голубом платье                        | Devil in a Blue Dress                   | Маус Александр                  |
| 1997      | ф  | Роузвуд                                        | Rosewood                                | Сильвестр Кэриер                |
| 1997      | ф  | Ночи в стиле буги                              | Boogie Nights                           | Бак Своп                        |
| 1997      | ф  | Вулкан                                         | Volcano                                 | Эммит Риз                       |
| 1998      | ф  | Вне поля зрения                                | Out of Sight                            | Моррис Миллер                   |
| 1998      | ф  | Булворд                                        | Bulworth                                | Эл. Ди.                         |
| 1998      | тф | Крысиная стая                                  | The Rat Pack                            | Сэмми Дэвис-младший             |
| 1999      | ф  | Урок перед смертью                             | A Lesson Before Dying                   | Грант Уиггинс                   |
| 2000      | ф  | Траффик                                        | Traffic                                 | Монтель Гордон                  |
| 2000      | мс | Симпсоны                                       | The Simpsons                            | Отец Фэйт                       |
| 2000      | ф  | Семьянин                                       | The Family Man                          | Кэш                             |
| 2000      | ф  | Взрыв                                          | Fail Safe                               | лейтенант Джимми Пирс           |
| 2000      | ф  | Миссия на Марс                                 | Mission to Mars                         | Люк Грэхем                      |
| 2001      | ф  | Час пик 2                                      | Rush Hour 2                             | Кенни                           |
| 2001      | ф  | Пароль «Рыба-меч»                              | Swordfish                               | агент Дж. Т. Робертс            |
| 2001      | ф  | Одиннадцать друзей Оушена                      | Ocean`s Eleven                          | Бэшер Тарр                      |
| 2001      | ф  | По ту сторону солнца                           | Things Behind the Sun                   | Чак                             |
| 2001      | ф  | Маниакальный                                   | Manic                                   | доктор Дэвид Монро              |
| 2002      | с  | Скорая помощь                                  | ER                                      | Пол Натан                       |
| 2002      | ф  | Маятник                                        | Ticker                                  | пассажир                        |
| 2003      | ф  | Соединённые штаты Лиланда                      | The United States of Leland             | Пёрл Мэдисон                    |
| 2004      | ф  | Столкновение                                   | Crash                                   | детектив Грэм Уотерс            |
| 2004      | ф  | Отель «Руанда»                                 | Hotel Rwanda                            | Пол Русесабагина                |
| 2004      | ф  | Убить президента. Покушение на Ричарда Никсона | The Assassination of Richard Nixon      | Бонни Симмонс                   |
| 2004      | ф  | Двенадцать друзей Оушена                       | Ocean`s Twelve                          | Бэшер Тарр                      |
| 2004      | ф  | После заката                                   | After the Sunset                        | Генри Муре                      |
| 2006      | ф  | Собачьи проблемы                               | The Dog Problem                         | доктор Нурманд                  |
| 2007      | ф  | Опустевший город                               | Reign Over Me                           | доктор Алан Джонсон             |
| 2007      | ф  | Поговори со мной                               | Talk to Me                              | Ральф Уолдо Грин                |
| 2007      | ф  | Тринадцать друзей Оушена                       | Ocean's Thirteen                        | Бэшер Тарр                      |
| 2008      | ф  | Предатель                                      | Traitor                                 | Самир Хорн                      |
| 2009      | ф  | Отель для собак                                | Hotel for Dogs                          | Берни                           |
| 2009      | ф  | Бруклинские полицейские                        | Brooklyn's Finest                       | Кларенс «Танго» Батлер          |
| 2010      | ф  | Железный человек 2                             | Iron Man 2                              | Джеймс Роудс / Воитель          |
| 2010      | ки | Iron Man 2                                     | Iron Man 2                              | Джеймс Роудс / Воитель          |
| 2011      | ф  | Однажды в Ирландии                             | The Guard                               | агент ФБР Уэнделл Эверетт       |
| 2012      | ф  | Экипаж                                         | Flight                                  | Хью Лэнг                        |
| 2012—2016 | с  | Обитель лжи                                    | House of Lies                           | Марти Каан                      |
| 2013      | ф  | Железный человек 3                             | Iron Man 3                              | Джеймс Роудс / Железный патриот |
| 2015      | ф  | Мстители: Эра Альтрона                         | Avengers: Age of Ultron                 | Джеймс Роудс / Воитель          |
| 2015      | ф  | В погоне за Майлзом                            | Miles Ahead                             | Майлз Дэвис                     |
| 2016      | ф  | Первый мститель: Противостояние                | Captain America: Civil War              | Джеймс Роудс / Воитель          |
| 2018      | ф  | Мстители: Война бесконечности                  | Avengers: Infinity War                  | Джеймс Роудс / Воитель          |
| 2018      | мс | Утиные истории                                 | Duck Tales                              | Дональд Дак (серия 23)          |
| 2019      | ф  | Капитан Марвел                                 | Captain Marvel                          | Джеймс Роудс / Воитель          |
| 2019      | ф  | Мстители: Финал                                | Avengers: Endgame                       | Джеймс Роудс / Воитель          |
| 2019      | с  | Чёрный понедельник                             | Black Monday                            | Морис Монро                     |
| 2021      | с  | Сокол и Зимний солдат                          | The Falcon and the Winter Soldier       | Джеймс Роудс / Воитель          |
| 2021      | ф  | Без резких движений                            | No Sudden Move                          | Курт Гойн                       |
| 2021      | ф  | Космический джем: Новое поколение              | Space Jam: A New Legacy                 | Ал-Го-Ритм                      |
| 2021      | мс | Что, если…?                                    | What If...?                             | Джеймс Роудс / Воитель          |
| 2022      | мс | Пацаны: Осатанелые                             | The Boys Presents: Diabolical           | Принц Нубийский                 |
| 2022      | ф  | Белый шум                                      | White Noise                             | Мюррей                          |
| 2023      | с  | Секретное вторжение                            | Secret Invasion                         | Джеймс Роудс / Воитель          |

## Награды и номинации

### Награды
- 1999 — «Золотой глобус» за лучшую мужскую роль второго плана в мини-сериале или телефильме («Крысиная стая»).
- 2013 — «Золотой глобус» за лучшую мужскую роль в комедийном сериале («Обитель лжи»).

### Номинации
- 2015 — номинация на премию «Эмми» за лучшую мужскую роль в комедийном телесериале («Обитель лжи»).
- 2015 — номинация на премию «Золотой глобус» за лучшую мужскую роль в комедийном сериале («Обитель лжи»).
- 2014 — номинация на премию «Эмми» за лучшую мужскую роль в комедийном телесериале («Обитель лжи»).
- 2014 — номинация на премию «Золотой глобус» за лучшую мужскую роль в комедийном сериале («Обитель лжи»).
- 2013 — номинация на премию «Эмми» за лучшую мужскую роль в комедийном телесериале («Обитель лжи»).
- 2012 — номинация на премию «Эмми» за лучшую мужскую роль в комедийном телесериале («Обитель лжи»).
- 2006 — номинация на премию Гильдии киноактёров США за лучшую мужскую роль второго плана («Столкновение»).
- 2006 — две номинации на премию BAFTA: лучшая мужская роль второго плана («Столкновение») и лучший фильм («Столкновение»).
- 2005 — номинация на премию Гильдии киноактёров США за лучшую мужскую роль («Отель „Руанда“»).
- 2005 — номинация на премию «Золотой глобус» за лучшую мужскую роль в драме («Отель „Руанда“»).
- 2005 — номинация на премию «Оскар» за лучшую мужскую роль («Отель „Руанда“»).
- 2003 — номинация на «Эмми» лучшему приглашённому актёру в драматическом телесериале («Скорая помощь»).
- 2002 — номинация на премию «Эмми» за лучшую мужскую роль второго плана в мини-сериале или телефильме («По ту сторону солнца»).
- 1999 — две номинации на премию «Эмми»: лучшая мужская роль в мини-сериале или телефильме («Урок перед смертью») и лучшая мужская роль второго плана в мини-сериале или телефильме («Крысиная стая»).
- 1996 — номинация на премию Гильдии киноактёров США за лучшую мужскую роль второго плана («Дьявол в голубом платье»).